# Qala-i-Naw
Qala-i-Naw (persisch قلعه نو) ist die Hauptstadt des gleichnamigen Distrikts der afghanischen Provinz Badghis. Angaben zur Einwohnerzahl schwanken zwischen 14.500 und 64.125.

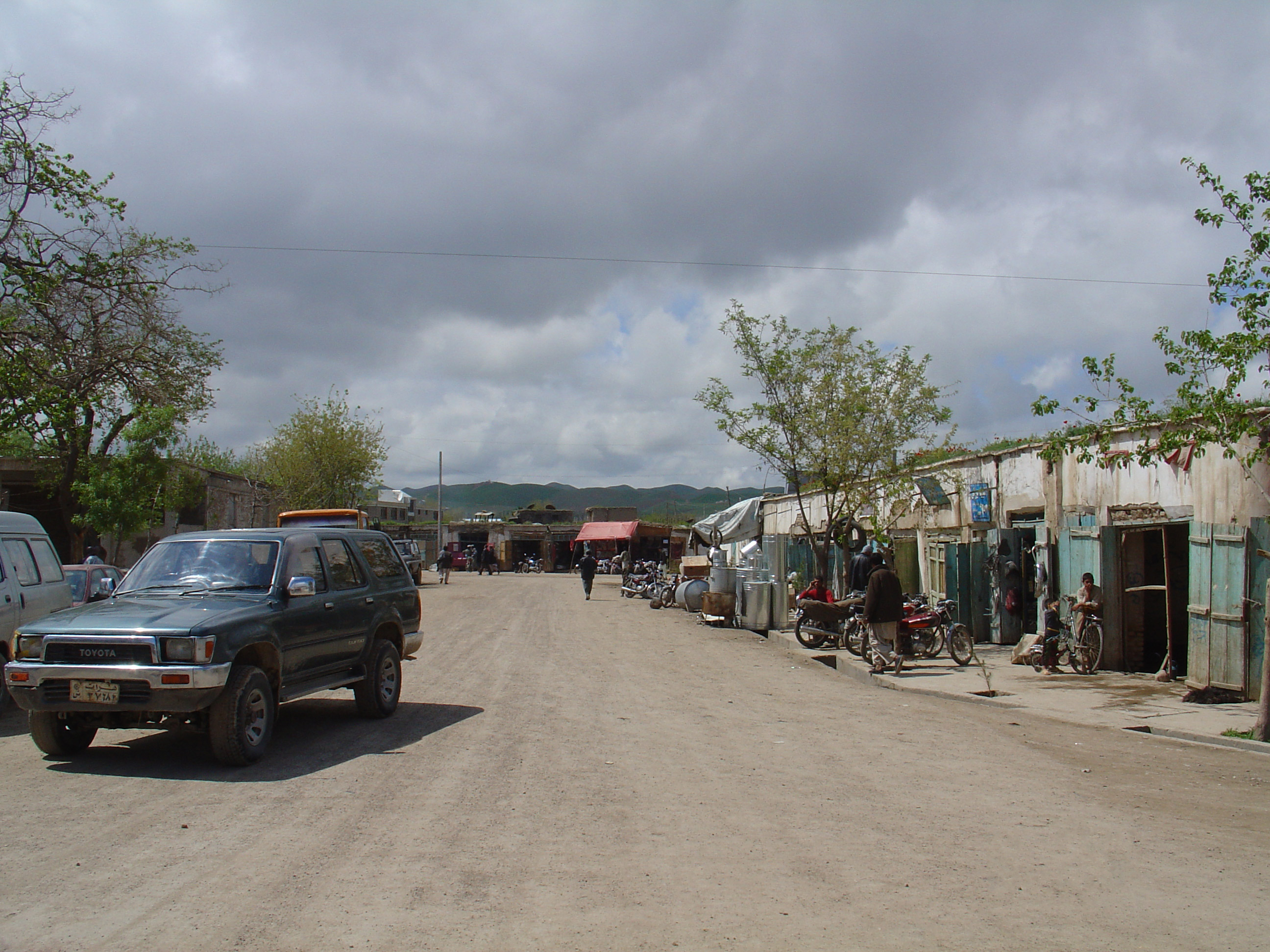
Innenstadt von Qala-I-Naw

Für die Sicherheit von Qala-i-Naw waren bis zum Rückzug der Spanier afghanische Sicherheitskräfte und spanische Soldaten und Polizisten unter ISAF-Mandat zuständig. Der Hauptstützpunkt der Spanier befand sich ebenfalls in Qala-i-Naw.
Qala-i-Naw hat einen kleinen Flughafen, der vorrangig für militärische Zwecke genutzt wird.
Am 7. Juli 2021 griffen Taliban Qala-i-Naw an. Dies war der erste Angriff auf eine Provinzhauptstadt seit Beginn des Abzugs der internationalen Truppen aus Afghanistan 2021. Die Taliban nahmen mehrere Polizeireviere und Stützpunkte des Geheimdienstes ein. Später meldeten Regierungstruppen sie würden die Taliban, auch mit Luftangriffen, zurück drängen. Bis zum 8. Juli sollen 69 Taliban getötet und 23 verwundet worden sein. Vorher konnten die Taliban im örtlichen Gefängnis 400 Gefangene befreien, darunter 100 Taliban.
Im August 2021 wurde die Stadt durch die Taliban eingenommen.